# Pietà de Tréméven
La Pietà de la Chapelle Saint-Jacques à Tréméven, une commune du département des Côtes-d'Armor dans la région Bretagne en France, est une pietà datant du XVIe siècle. La sculpture a été classée monument historique au titre d'objet le 16 janvier 1971.
La Vierge de Pitié en granite taillé et polychrome coiffée d'un voile, est assise et porte le corps du Christ sur ses genoux. Marie soutient sa tête de la main droite et regarde le corps. 